# 卡梅爾山聖母大教堂 (巴基西梅托)

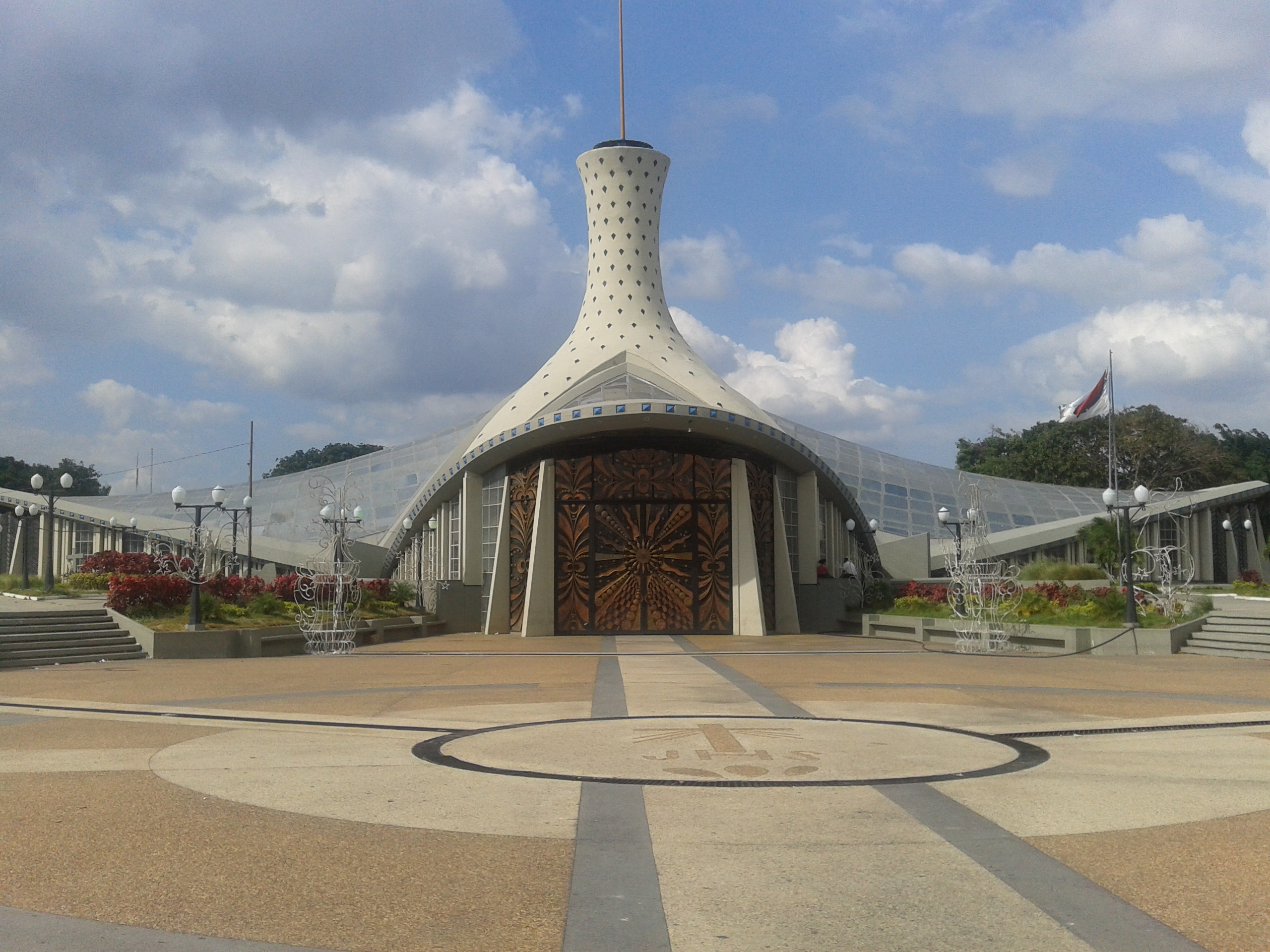
卡梅爾山聖母大教堂

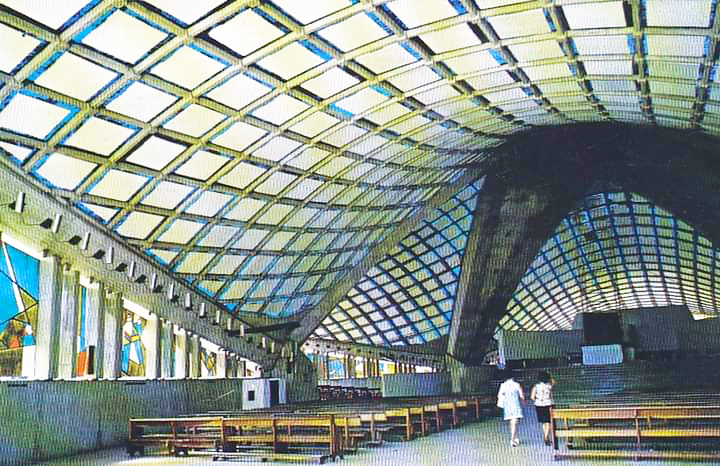
教堂內部

卡梅爾山聖母大教堂（西班牙語：Catedral de Nuestra Señora del Carmen） 或稱巴基西梅托大都會大教堂（西班牙語：Catedral metropolitana de Barquisimeto），是位於委內瑞拉巴基西梅托的羅馬天主教教堂。教堂由扬·贝格坎普（Jahn Bergkamp）設計，這是他的第一個重大項目。其建築外形類似一朵倒掛的花，外部有一座鐘樓。於1968年完工，當時被視為拉丁美洲最現代的大教堂之一。
該教堂是天主教巴基西梅托總教區的主教座堂。

## 外部連結
- 维基共享资源上的相關多媒體資源：卡梅爾山聖母大教堂

10°04′25″N 69°19′17″W / 10.0736°N 69.3215°W